# Teo Teocoli
Antonio Teocoli, cunoscut drept Teo Teocoli, (n. 25 februarie 1945, Taranto, Italia) este un actor italian.